# Homero Barreto
Homero Silva Barreto (Rio de Janeiro, RJ, 3 de dezembro de 1951) é um pecuarista e político brasileiro filiado ao Partido Liberal (PL) que foi deputado federal pelo Tocantins.

## Biografia
Ingressou no serviço público em 1972 como agente da Empresa Brasileira de Correios e Telégrafos em Itaguatins e três anos depois foi nomeado secretário municipal de Finanças na referida cidade. Pecuarista, ingressou na vida política no extinto PFL sendo eleito prefeito de Itaguatins em 1988.
Secretário do Trabalho e Ação Social no governo Raimundo Boi e no terceiro governo Siqueira Campos, ascendeu à presidência do diretório estadual do PFL em 2001 e por esta legenda foi eleito deputado federal em 2002, mas trocou de legenda durante o mandato e ingressou no PTB não disputando a reeleição. Nomeado assessor de José Múcio Monteiro, ministro-chefe da Secretaria de Relações Institucionais da Presidência da República no segundo mandato de Luiz Inácio Lula da Silva, exerceu o cargo entre 2007 e 2009.
Derrotado ao disputar um mandato de deputado estadual em 2010, foi secretário extraordinário para Assuntos Legislativos no quarto mandato de Siqueira Campos à frente do Palácio Araguaia. Em 2018 foi candidato a segundo suplente de senador via PR na chapa de Vicentinho Alves, mas não obteve êxito.
Sua esposa, Ivoneide Barreto, foi eleita prefeita de Itaguatins em 1996, reeleita em 2000 e obteve um novo mandato em 2016. Também seu filho, Homero Barreto Júnior, elegeu-se prefeito da referida cidade em 2008 e nela o próprio Homero Barreto foi secretário municipal de Governo.